# ウィートベルト地域

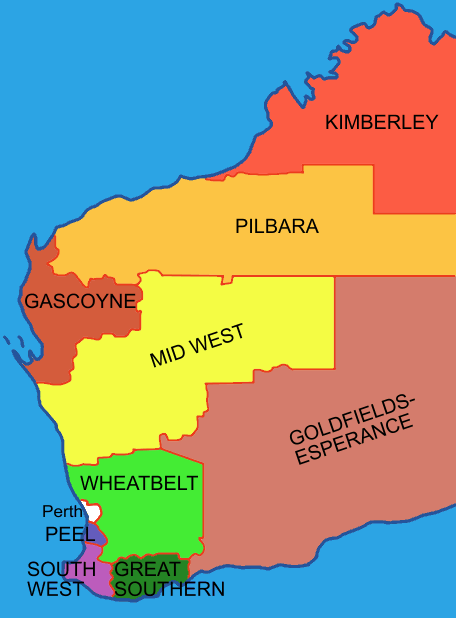
南西の黄緑色に塗られた部分がウィートベルト地域

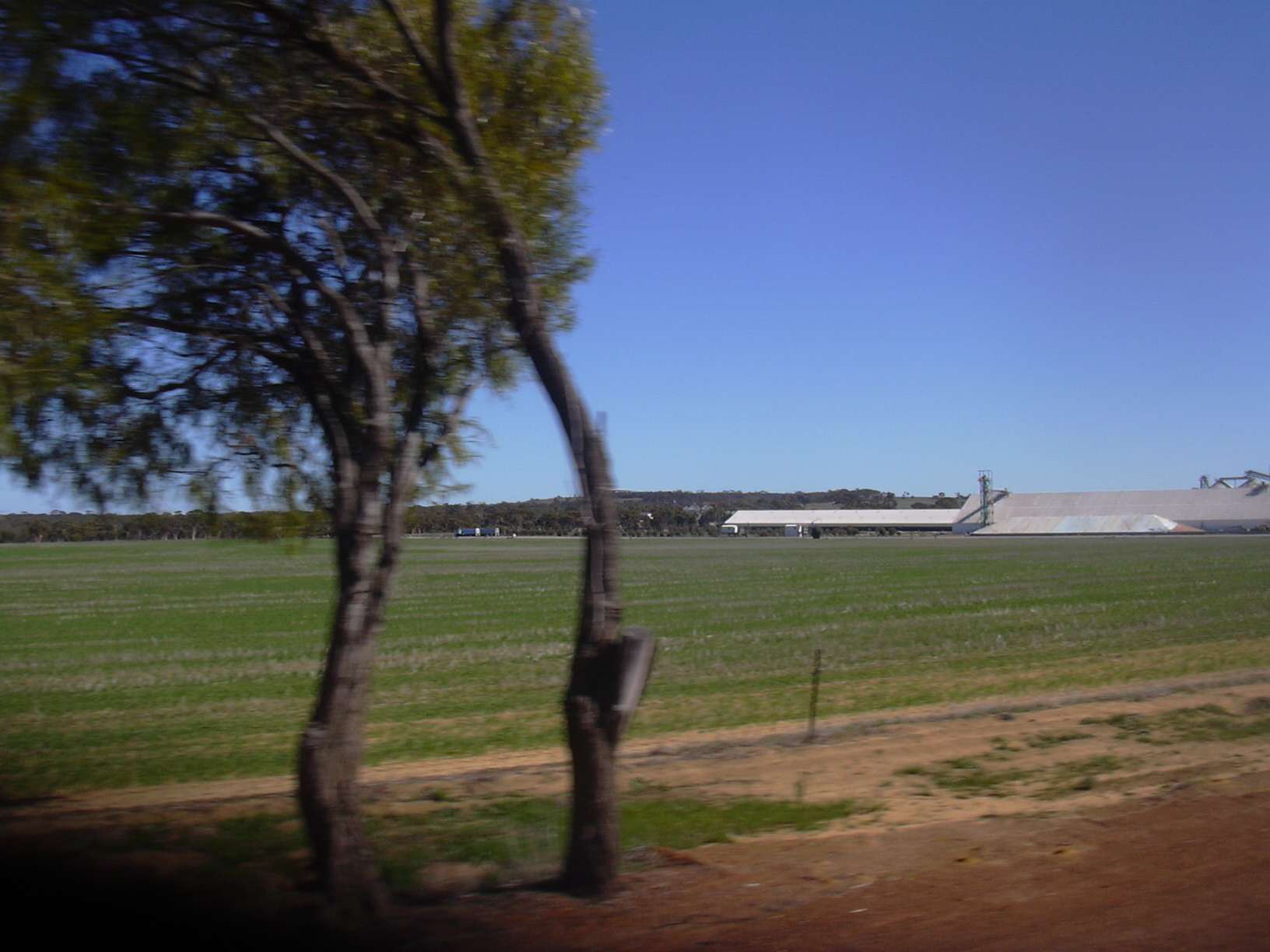
クウェイラディングの農地

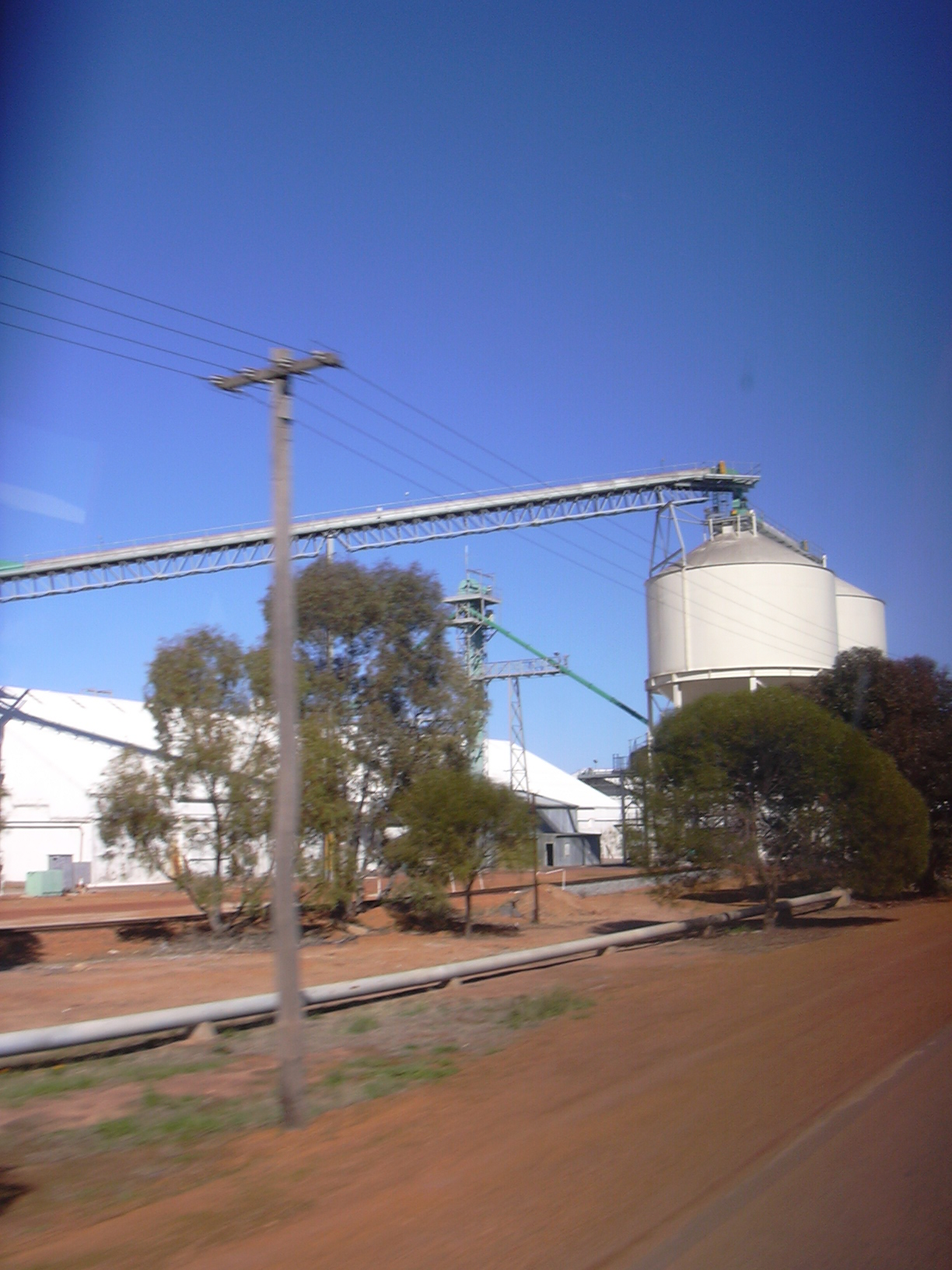
クウェイラディングの穀物貯蔵サイロ

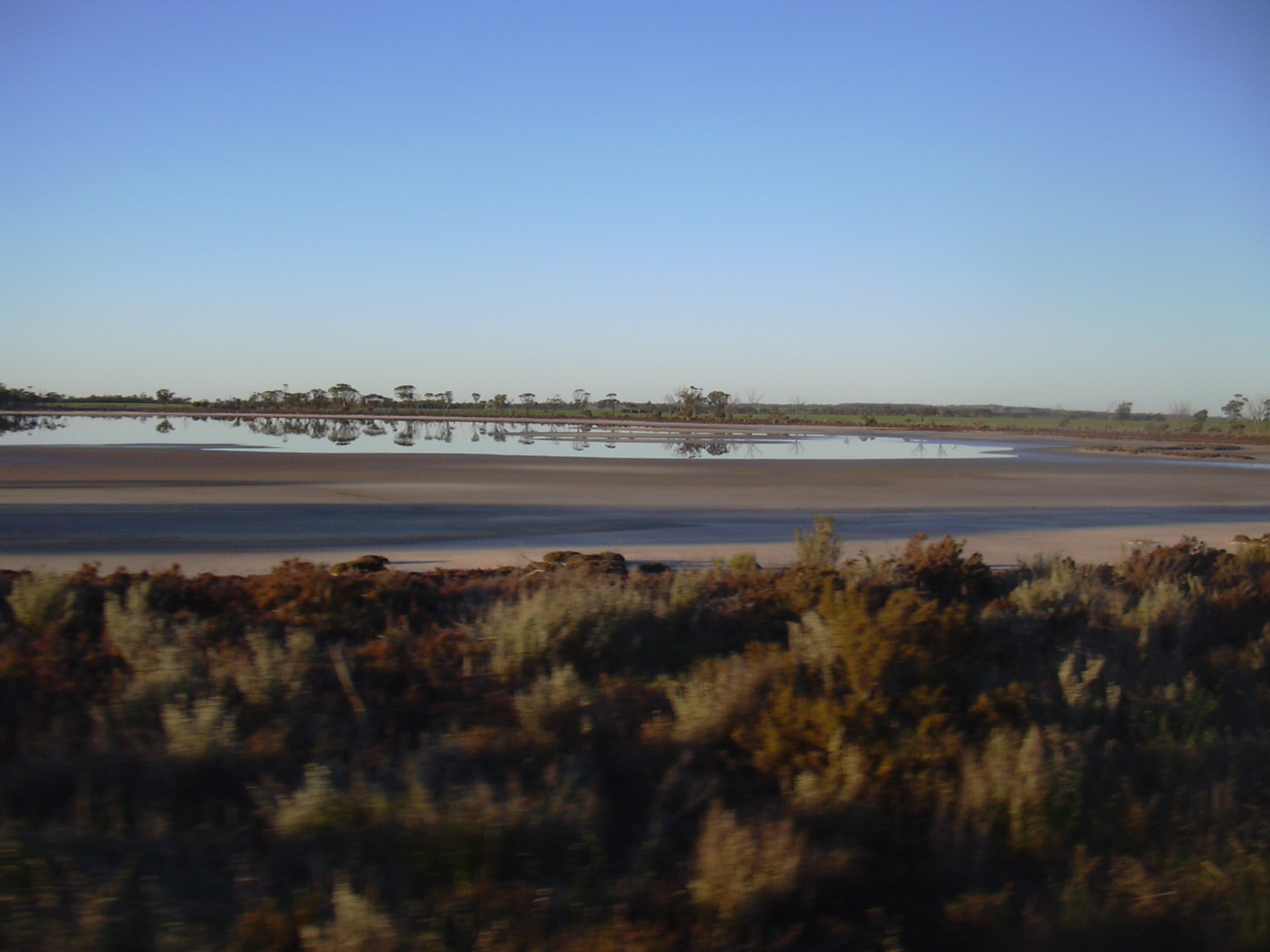
塩分濃度の上昇により荒廃した農地跡

ウィートベルト地域(Wheatbelt region)は、オーストラリア・西オーストラリア州を9つに分けた地域区分のうちの1つ。同州の南西部に、州都パースを取り囲むように広がる。北を中西部地域に、東をゴールドフィールズ・エスペランス地域に接し、南には南西部地域とグレート・サザン地域がある。西側は北から順にインド洋、パース市、ピール地域となる。面積154,862km²(島嶼部含む)、人口約72000人。うち16000人ほどが、ノーザム、ナロジン、メレディン、モーラなどの町に住んでいるが、人口分布的には分散している。
ウィートベルト地域は多様な環境および産業を有している。150kmにおよぶ海岸線をもつ沿岸部では、降水量は比較的多く、気候も穏やかであり、観光地として知られている。それに対して、東縁部は非常に乾燥しており、金、ニッケル、鉄鉱石などの採掘がおこなわれている。両者の中間には農業に非常に適した土地がひろがり、西オーストラリア州の小麦生産の3分の2を、羊毛生産の2分の1を担うほか、羊肉、オレンジ、蜂蜜、生花など多くの作物はこの地域が同州における主要主産地となっている。

## 地方行政区分
ウィートベルト地域は、下記の地方自治体によって構成される。
- ベヴァリー
- ブルックトン
- ブルースロック
- チターリング
- コリジン
- カバリン
- カンダーディン
- ダンダラガン
- ダルワリヌ
- ドウェリン
- ダンブルユング
- ジンジン
- グーモリン
- ケラーベリン
- コンディニン
- コーダ
- クリン
- レイクグレース
- メレディン
- モーラ
- マウントマーシャル
- ムキンブディン
- ナレンビーン
- ナロジン(シャー)
- ナロジン(タウン)
- ノーザム
- ナンガリン
- ピンジェリー
- クウェイラディング
- タミン
- トゥーディー
- トレイニング
- ヴィクトリアプレーンズ
- ワギン
- ワンダーリング
- ウェストアーサー
- ウェストニア
- ウィッケピン
- ウィリアムズ
- ワンガン＝バリドゥ
- ワイオーカチェム
- イルガーン
- ヨーク